# Eva Kotthaus
 (mars 2020).
Eva Kotthaus (née le 19 mai 1932 à Düsseldorf et morte le 22 avril 2020) est une actrice allemande.

## Biographie
Eva Kotthaus suit sa formation d'actrice à l'école Otto Falckenberg de Munich de 1951 à 1953.
En 1957, elle entame un engagement théâtral Deutsches Theater de Berlin qui lui permettra d’accomplir de nombreuses performances théâtrales.
Elle participe ensuite à de plus en plus de productions cinématographiques et télévisées. Elle fait ses débuts au cinéma en 1954 dans Kein Hüsung d’Artur Pohl, adaptation de l’œuvre du même nom de Fritz Reuter.
En 1956, elle reçoit le Filmband in Silber en tant que meilleure jeune actrice pour son rôle d'Anna Kaminski dans le film Ciel sans étoiles.

## Filmographie

### Cinéma
- 1954 : Kein Hüsung
- 1955 : Der Teufel vom Mühlenberg
- 1955 : Ciel sans étoile
- 1956 : Liebe
- 1957 : Glücksritter
- 1957 : L'Adieu aux armes
- 1958 : Jahrgang 21
- 1959 : Au risque de se perdre
- 1959 : Ein Herz braucht Liebe
- 1963 : Der Sittlichkeitsverbrecher
- 1982 : Randale
- 1988 : Land der Väter, Land der Söhne

### Télévision
- 1957 : Das heiße Herz
- 1957 : Draußen vor der Tür
- 1960 : Es geschah an der Grenze
- 1965 : Dr. Murkes gesammelte Nachrufe
- 1965 : Wovon die Menschen leben
- 1965 : Der neue Mann
- 1968 : Bahnwärter Thiel
- 1969 : Die Verschwörung
- 1972 : Anna und Totò
- 1972 : Jugend einer Studienrätin
- 1972 : Der Illegale
- 1978 : Derrick: Tod eines Fans (Mort d’une fan) [1]
- 1979 : Derrick : Ein unheimliches Haus (Un petit coin tranquille)
- 1979 : Ein unheimliches Haus
- 1979 : Le Renard : Épisode Die Lüge
- 1983: Der Tunnel
- 1983 : Derrick: Tödliches Rendez-vous (Dernier rendez-vous)
- 1984 : Derrick: Angriff aus dem Dunkel (Le testament)
- 1987 : Derrick : Absoluter Wahnsinn (Folie)
- 1987 : Le Renard : Die Abrechnung
- 1991 : Der Goldene Schnitt
- 1991 : Un cas pour deux : Épisode Le dernier amour d’Hanna
- 1991 : Derrick: Gefährlicher Weg durch die Nacht (Passage dangereux)
- 1994 : Anna Maria : Eine Frau geht ihren Weg
- 1994 : Derrick: Der Schlüssel (La clé)
- 1995 : Derrick: Dein Bruder, der Mörder (Caïn et Abel)
- 2000 : Auf eigene Gefahr: Ophelias Rache

## Crédit d'auteurs
- (de) Cet article est partiellement ou en totalité issu de l’article de Wikipédia en allemand intitulé « Eva Kotthaus » (voir la liste des auteurs).